# 1843

## أحداث
- تأسيس مدينة بانجيم وتقع حاليا في الهند.
- تأسيس مدينة بتروبوليس وتقع حاليا في البرازيل.
- هرب الأمام فيصل بن تركي بن عبد الله آل سعود من مصر بعد خمس سنوات من اعتقاله وعاد للحكم السعودي.

## مواليد
- أدولف ماير (عالم)
- أوجين ريفيلو
- إيلي هيوستن موراي
- برتا فون سوتنر
- تشارلز داوتي
- توماس ميشيل
- جون سباركس
- جون ميلر
- شارل ألبير غوبا
- غورغ فون هيرتلنغ
- فريدريك روبرت هيلمرت
- كارمن سيلفا
- كاميلو غولجي
- لويس رينو
- محمد أحمد المهدي
- هنري إم ليلاند
- هنري جيمس
- ويليام مكينلي
- 11 ديسمبر - عالم البكتريا روبرت كوخ.

## وفيات
- أحمد باشا جركس
- توماس فولر
- عبد الله بن أحمد آل خليفة
- غاسبارد-غوستاف كوريوليس
- فريدرش هولدرلين